# Дюссельдорф (округ)
Адміністрати́вний о́круг Дю́ссельдорф (нім. Regierungsbezirk Düsseldorf) — один з п'яти адміністративних округів Північного Рейну-Вестфалії. Знаходиться на заході землі. Був утворений 22 квітня 1816 року. Адміністративним центром округу є місто Дюссельдорф.

## Населення
Населення округу становить 17 925 570 ос. (станом на 31 грудня 2020).

## Адміністративний поділ
Адміністративний округ складається з 5 районів (нім. Kreise) та 10 районних міст (нім. Kreisfreie Städte):
| №  | Район/ районне місто | Площа, км² | Населення, осіб (2011) | Центр            |
| -- | -------------------- | ---------- | ---------------------- | ---------------- |
| 1  | Везель               | 1042,5     | 467274                 | Везель           |
| 2  | Клеве                | 1232,2     | 305085                 | Клеве            |
| 3  | Меттман              | 407,1      | 494457                 | Меттман          |
| 4  | Райн-Нойс            | 567,5      | 443850                 | Нойс             |
| 5  | Фірзен               | 563,3      | 299842                 | Фірзен           |
| 1  | Вупперталь           | 168,4      | 349470                 | Вупперталь       |
| 2  | Дуйсбург             | 232,8      | 488005                 | Дуйсбург         |
| 3  | Дюссельдорф          | 217,2      | 592393                 | Дюссельдорф      |
| 4  | Ессен                | 210,3      | 573468                 | Ессен            |
| 5  | Золінген             | 89,5       | 159699                 | Золінген         |
| 6  | Крефельд             | 137,8      | 234396                 | Крефельд         |
| 7  | Менхенгладбах        | 170,5      | 257208                 | Менхенгладбах    |
| 8  | Мюльгайм-на-Рурі     | 91,3       | 167156                 | Мюльгайм-на-Рурі |
| 9  | Обергаузен           | 77,1       | 212568                 | Обергаузен       |
| 10 | Ремшайд              | 74,6       | 109596                 | Ремшайд          |